# Seznam sovjetskih generalov
Seznam sovjetskih generalov.

## A
- Dimitrij Lvovič Abakumov (1901–1962)
- Viktor Semjonovič Abakumov (1908–1954)
- Vasilij Timofejevič Abaškin
- Mahmud Abdul-Rzajevič Abilov
- Vasilij Vasiljevič Aborenkov
- Pavel Ivanovič Abramidze
- Ivan Pantelejmonovič Abramov
- Konstantin Kirikovič Abramov (1906–1952)
- Tihon Porfirjevič Abramov (1901–1991)
- Manzakir Absalijamovič Absalijamov
- Viktor Ivanovič Adrijašenko
- Aleksander Nikolajevič Afanasjev
- Aleksej Vasiljevič Afanasjev
- Pavel Aleksandrovič Afanasjev
- Ivan Mihailovič Afonin
- Semjon Anisimovič Afonin
- Suren Ivanovič Agadžanov
- Vasilij Prohorovič Agafonov
- Filip Aleksandrovič Agalcov
- Aleksander Vladimirovič Agejev
- Semjon Vladimirovič Aginski
- Peter Nikolajevič Ahlijustin
- Aleksej Osipovič Ahmanov
- Karapet Vardanovič Ahnazarijan
- Amajak Nikolajevič Ahnazarov
- Mihail Nikiforovič Ahutin
- Andrijan Zaharovič Akimenko
- Aleksander Ivanovič Akimov
- Stjepan Dmitrijevič Akimov
- Vladimir Mihailovič Akimov
- Aleksander Mihailovič Akvilijanov
- Vladimir Ivanovič Aladinski
- Hristofor Nikolajevič Alaverdov
- Aleksander Vasiljevič Aleksandrov (1883–1946)
- Mihail Aleksandrovič Aleksankin
- Ilija Prokofevič Aleksejenko
- Vasilij Lavrentjevič Aleksejenko
- Aleksander Nikolajevič Aleksejev (1902–1970)
- Boris Ivanovič Aleksejev (1902–1996)
- Dimitrij Fjodorovič Aleksejev (1902–1974)
- Ivan Ivanovič Aleksejev (1896–1985)
- Konstantin Dimitrijevič Aleksejev (1903–1967)
- Leonid Nikolajevič Aleksejev
- Mihail Vasiljevič Aleksejev[potrebna razločitev]
- Pavel Aleksandrovič Aleksejev (1888–1942)
- Platon Nikolajevič Aleksejev
- Vasilij Mihailovič Aleksejev
- Vasilij Ivanovič Aleksejev
- Jevgenij Vasijevič Alešin
- Peter Fedorovič Alferev
- Ivan Prokofevič Alferov
- Sergej Lavrentjevič Aličkin
- Nikolaj Maksimovič Alimov
- Viktor Alksnis
- Filip Fjodorovič Aljabušev (1893–1941)
- Jevgenij Stepanovič Aljehin (1893–1945)
- Stepan Ivanovič Aljušin
- Mihail Andrejevič Allahverdov
- Karl Adamovič Allikas
- Vasilij Ivanovič Altovski
- Nikolaj Nikolajevič Amosov
- Mihail Borisovič Anaškin
- Andrej Matvejevič Andrejev (1904–1983)
- Vladimir Ivanovič Andrejev (1942–2025) (aviacija)
- Aleksej Inokentijevič Antonov (1896–1962)
- Vladimir Semjonovič Antonov (1909–1993)
- Boris Pavlovič Asejev
- Azi Aslanov (1910–1945)

## B
- Aleksandr Ivanovič Babajev (1923 – 1985) (letalski)
- Dimitrij Jevstignejevič Bakanov (1898–1989)
- Aleksej Ivanovič Baksov (1907–1986)
- Nikolaj Barzarin (1904–1945)
- Anatolij Arkadijevič Blagonravov (1895–1975)
- Aleksej Sergejevič Blagoveščenski (1909–1994)
- Nikolaj Nilovič Burdenko (1876–1946)

## C
- Viktor Viktorovič Ciganov (1896–1944)

## Č
- Ivan Danilovič Černjahovski (1906–1945)
- Vasilij Ivanovič Čujkov (1900–1982) (maršal)
- Aleksandr Čumakov (1941 -) (Belorus)

## D
- Stepan Pavlovič Danilov (1909–1945)
- Viktor Petrovič Dubinin (1943–1992)
- Džohar Musajevič Dudajev (1944–1996)

## F
- Boris Aleksejevič Feofanov

## G
- Jan Borisovič Gamarnik (1894–1937)
- Leonid Jevstafjevič Generalov (1937–1991)
- Aleksander Jevgenjevič Golovanov (1904 – 1975) (maršal letalstva Sovjetske zveze)
- Andrej Antonovič Grečko (maršal)
- Viktor Gorbatko (1934–2017) ?
- Boris Vsevolodovič Gromov (1943-)

## I
- Ivan Mihailovič Isajčev
- Jevgenij Filipovič Ivanovski (1918–1991)

## J
- Aleksander Sergejevič Jakovlev (1906–1989)
- Ilija Ivanovič Jastrebov
- Ivan Trofimovič Jerjomenko (1910–1986)
- Viktor Fjodorovič Jermakov (1935 -)
- Sergej Vladimirovič Iljušin (1894–1977)

## K
- Mihail Timofejevič Kalašnikov (1919–2013)
- Nikolaj Petrovič Kamanin (1908–1882)
- Grigorij Pantelejevič Kravčenko (1912–1943)
- Nikolaj Ivanovič Krilov (1903–1972)
- Aleksej Vasiljevič Kurkin (1901–1948)

## L
- Ivan Aleksejevič Lakejev (1908–1990)
- Nikolaj Georgijevič Lebedjev (1901–1992)
- Aleksej Leonov (1934–2019)
- Pjotr Georgijevič Lušev (1923–2007)

## M
- Albert Makašov (1938 -)
- Mihail S. Malinin
- Mihail Meščerjakov (1896–1970)
- Nikolaj Moskviteljev (1926–2020)
- Peter Fjodorovič Moskvitin

## N
- Aleksander Aleksandrovič Novikov (1900–1976) (maršal letalstva  Sovjetske zveze)
- Georgij Matvejevič Novikov
- Ivan Vasiljevič Novikov
- Leonid Vasiljevič Novikov
- Nikolaj Aleksandrovič Novikov
- Nikolaj Mironovič Novikov
- Peter Georgijevič Novikov
- Stepan Mitrofanovič Novikov
- Timofej Jakovlevič Novikov
- Vasilij Mihailovič Novikov
- Vasilij Vasiljevič Novikov

## P
- Dimitrij Grigorjevič Pavlov (1897–1941)

## R
- Vasilij Vasiljevič Rešetnikov (1919–2023) (generalpolkovnik letalstva)
- Pavel Semjonovič Ribalko (1894–1948) (maršal protitankovskih enot)
- Aleksander Iljič Rodimcev (1905–1977)
- Igor Nikolajevič Rodionov (1936–2014)
- Pavel Vasiljevič Ričagov (Pablo Palancar) (1911–1941)
- Aleksander Ruckoj (1947–)

## S
- Jevgenij Savicki (1910–1990) (maršal letalstva)
- Serebrjakov (Boris Pavlovič; Mihail Jevgenjevič)
- Ivan Vasiljevič Smirnov (1895–1956)

## Š
- Jevgenij Ivanovič Šapošnikov (1942–2020) (maršal letalstva SZ; zadnji minister za obrambo SZ 1991)
- Boris Matvejevič Šaver
- Dmitrij Trofimovič Šepilov (1905–1995)
- Mihail Stepanovič Šumilov (1895–1975)
- Vladimir Šuraljov (1935–2020)

## T
- Boris Ivanovič Tkač (1935–2010)
- Mihail Nikolajevič Tuhačevski (1893–1937) (maršal)
- Jurij Vladimirovič Tuharinov (1927–1998)
- Boris Aleksandrovič Turžanski (1900–1948)

## U
- Ivan Ustinov (1920–2020)

## V
- Valentin Ivanovič Varennikov (1923–2009)
- Ivan Dimitrijevič Vasiljev
- Aleksander Filipovič Vasiljev
- Nikolaj Aleksejevič Vasiljev
- Mihail Fjodorovič Vasiljev
- Peter Mihailovič Vasiljev
- Vasilij Petrovič Vasiljev
- Aleksander Fjodorovič Vasiljev
- Ilija Vasiljevič Vasiljev
- Ivan Vasiljevič Vasiljev
- Maksim Andrejevič Vasiljev
- Boris Dimitrijevič Vasiljev
- Aleksander Iljič Vasiljev
- Sergej Terentevič Vasiljev
- Vasilij Vasiljevič Vasiljev
- Nikolaj Aleksandrovič Vasiljev
- Dimitrij Georgijevič Vasiljev
- Aleksander Mihajlovič Vasiljevski (1895–1977) (maršal)
- David Venjaminovič Vasiljevski
- Vasilij Voznjuk (1907–1976)

## Z
- Georgij Nefedovič Zaharov (1908–1996)
- Mihail Mitrofanovič Zajcev (1923–2009)

## Ž
- Georgij Konstantinovič Žukov (1896–1974) (maršal)